# Sapphirina intestinata
Sapphirina intestinata är en kräftdjursart som beskrevs av Giesbrecht 1891. Sapphirina intestinata ingår i släktet Sapphirina och familjen Sapphirinidae. Inga underarter finns listade i Catalogue of Life.